# Llista de fruits comestibles
La llista de fruits comestibles conté els noms de diversos fruits que es consideren comestibles en algunes cuines. La definició de fruit és un fruit comestible, és a dir, qualsevol part de la planta comestible dolça que sembla un fruit, fins i tot si no s'ha desenvolupat d'un ovari d'una flor; també inclou parts d'un vegetal dolç com els pecíols cuits del ruibarbre. En canvi, fruits des del punt de vista botànic, que són classificats com verdures, no s'inclouen. Per exemple, no s'inclouen els tomàquets, els cogombres i altres fruits que no són dolços.

## Llista de fruits comestibles per clima

### Fruits de la zona temperada
Els fruits dels clima temperat gairebé sempre creixen en arbres, arbusts o lianes llenyoses. No creixerien de manera adequada en els tròpics, ja que necessiten un període que faci fred cada any abans que floreixin. La poma, la pera, la cirera, i la pruna són els més plantats i menjats, ja que són s'adapten molt bé. No obstant, molts altres fruits són importants regionalment, i moltes menes de petits fruits es cullen de plantes silvestres com ja es feia en el Neolític.
Fruits en pom:
- Poma (Malus).
- Aronia.
- Arç (Crataegus i Rhaphiolepis).

Pomes

- Nespra japonesa (Eriobotrya japonica).
- Nespler (Mespilus germanica).
- pera, espècies europees i asiàtiques del gènere Pyrus.
- Codony (Cydonia oblonga i Chaenomeles).
- Cinorròdon, els fruits del roser (Rosa); usats especialment per melmelada i infusions.
- Serva (Sorbus).
- Sorbus domestica.
- Amelanchier o Saskatoon (Amelanchier).
- Shipova (× Sorbopyrus auricularis).

Fruits de pinyol, drupes del gènere Prunus:
- Albercoc (Prunus armeniaca o Armeniaca vulgaris).
- Cirera i espècies silvestres de Cirera (Prunus avium, Cirera americana, (Prunus serotina), Guinda (Prunus cerasus), altres).
- Cirera de Virgínia (Prunus virginiana).
- Reina Clàudia, una cultivar de pruna.
- Préssec i la seva variant la nectarina (Prunus persica).
- Pruna, amb espècies silvestres i domèstiques.
- Híbrids de les espècies precedents com pluot, aprium i peacotum.

Altres fruits temperats:
- Boquila (Boquila trifoliata ; Lardizabalaceae).
- Caqui de Virgínia Diospyros virginiana.
- Goumi (Elaeagnus multiflora; Elaeocarpaceae).
- Keule (Gomortega keule; Gomortegaceae).
- Lardizabala (Lardizabala biternata; Lardizabalaceae).
- Maqui (Aristotelia chilensis; Elaeocarpaceae).
- Papaia (Asimina triloba; Annonaceae).
- Peumo (Cryptocarya alba; Lauraceae).

#### Fruits petits
Les més populars són les móres d'esbarzer.

##### Rubus

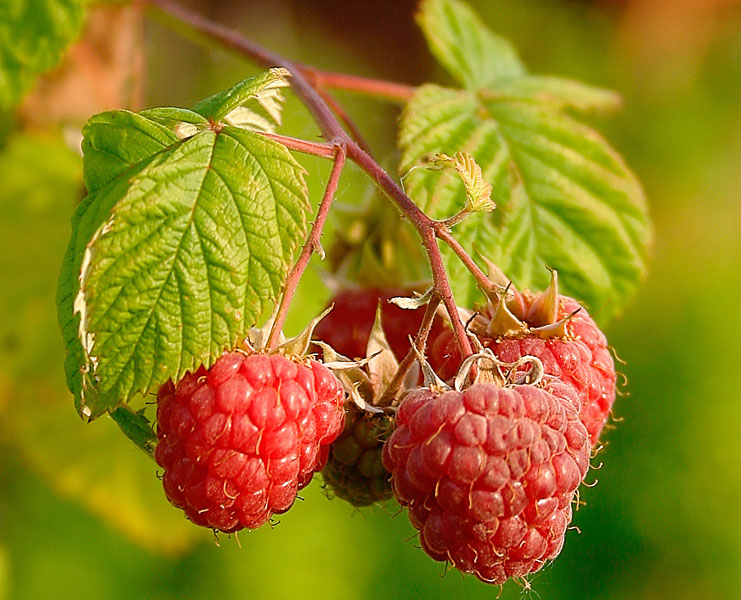
Gerds

- móres, amb moltes espècies i híbrids com dewberry, boysenberry, olallieberry, i tayberry (gènere Rubus).
- Móra vermella (Rubus chamaemorus).
- Móra de Logan Rubus loganobaccus.
- Gerds, (diverses espècies del gènere Rubus).
- Rubus spectabilis.
- Rubus parviflorus.
- Rubus phoenicolasius.

##### Altres petits fruits de les ericàcies
Altres petits fruits estan dominats per la família Ericàcia, molts d'ells són resistents al clima subàrtic:
- Arctostaphylos spp.
- Vaccinium spp.
- Blueberry,(Vaccinium spp.)
- Empetrum spp.
- Cranberry Vaccinium spp.
- Falberry (Vaccinium spp.)
- Huckleberry (Vaccinium spp.).
- Gerdera silvestre (Vaccinium vitis-idaea).
- Cirera d'arboç (Arbutus unedo).

##### Altres
- Barberry (Berberis; Berberidaceae).
- Grosella (Ribes spp.; Grossulariaceae), tipus Red Currant, Black Currant, i White Currant.
- Saüc (Sambucus; Caprifoliaceae).
- Gooseberry (Ribes spp.; Grossulariaceae).
- Lledó (Celtis spp.; Cannabaceae).
- Lligabosc: algunes espècies són comestibles i altres verinoses (Lonicera spp.; Caprifoliaceae).
- Morera (Morus spp.; Moraceae) incloent:
  - Morus rubra.
  - Morus alba.
- Podophyllum (Podophyllum spp.; Berberidaceae).
- Nannyberry o sheepberry (Viburnum spp.; Caprifoliaceae).
- Oregon grape (Mahonia aquifolium; Berberidaceae).
- Arç groc (Hippophae rhamnoides; Elaeagnaceae).
- Ugni molinae (Ugni molinae; Myrtaceae).
- Arç negre (Lycium barbarum, Lycium spp.; Solanaceae).

### Fruits subtropicals i mediterranis
Els fruits d'aquesta categoria no són resistents al fred extrem, com ho són, en canvi, els fruits de la categoria anterior, encara toleren certes gelades lleugeres i poden tenir unes necessitats d'hores de fred modestes. Moltes d'aquestes fruites són originàries de la conca del Mediterrani.

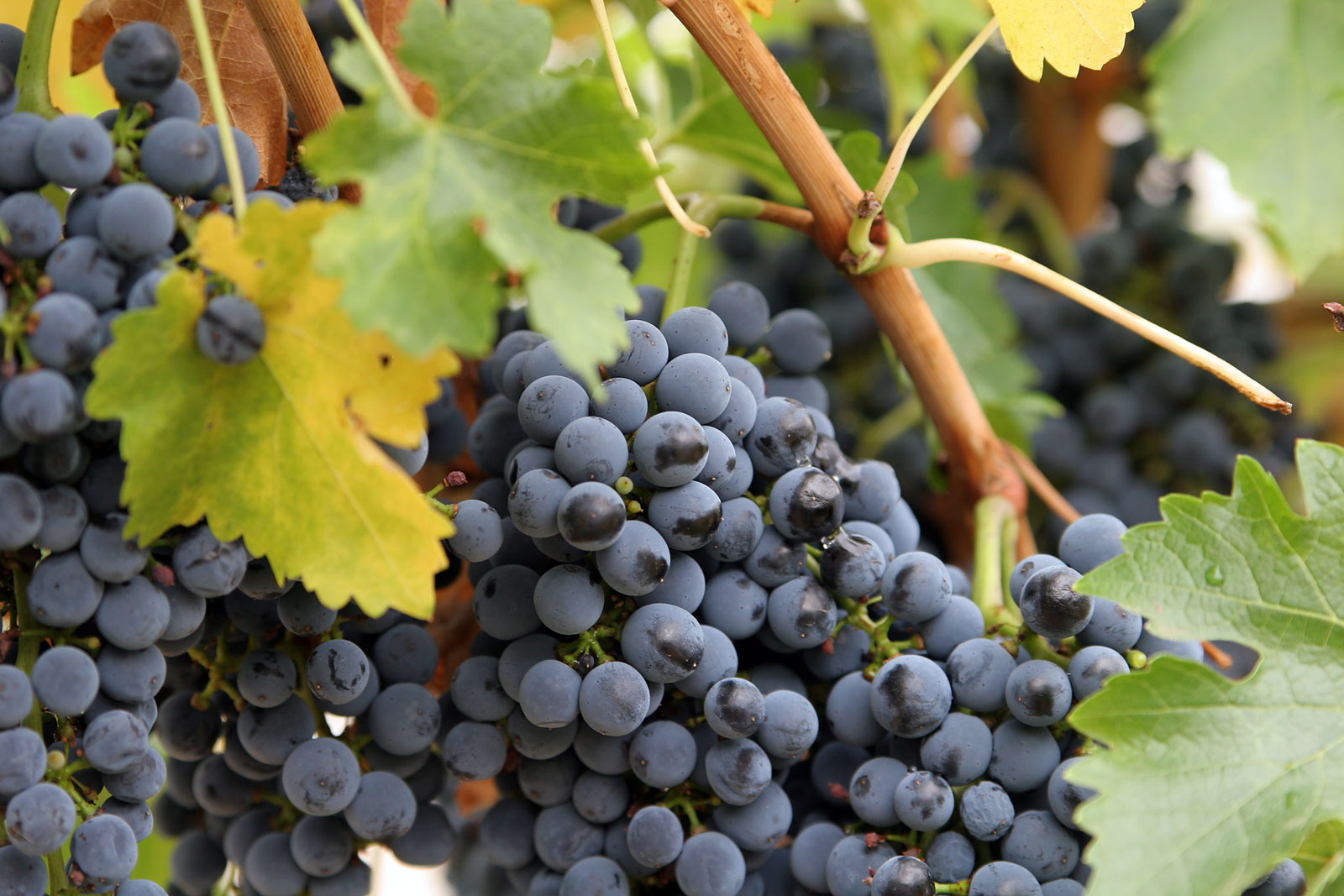
Raïm

- Morera negra (Morus nigra; Moraceae).
- Corneller mascle (Cornus mas; Cornaceae).
- Dàtil (Phoenix dactylifera; Arecaceae).
- Figa (Ficus spp. Moraceae).
- Raïm, s'anomena pansa quan és seca. (Vitis spp.; Vitaceae).
- Gínjol (Ziziphus zizyphus; Rhamnaceae).
- Magrana (Punica granatum; Punicaceae).
- Figa de sicòmor (Ficus sycomorus. Moraceae).

Dins l'important gènere Citrus (Rutaceae), alguns membres són tropicals i no toleren les gelades. Totes les espècies més comunes toleren gelades lleugeres:
- Sanguina.
- Poncem (Citrus medica).

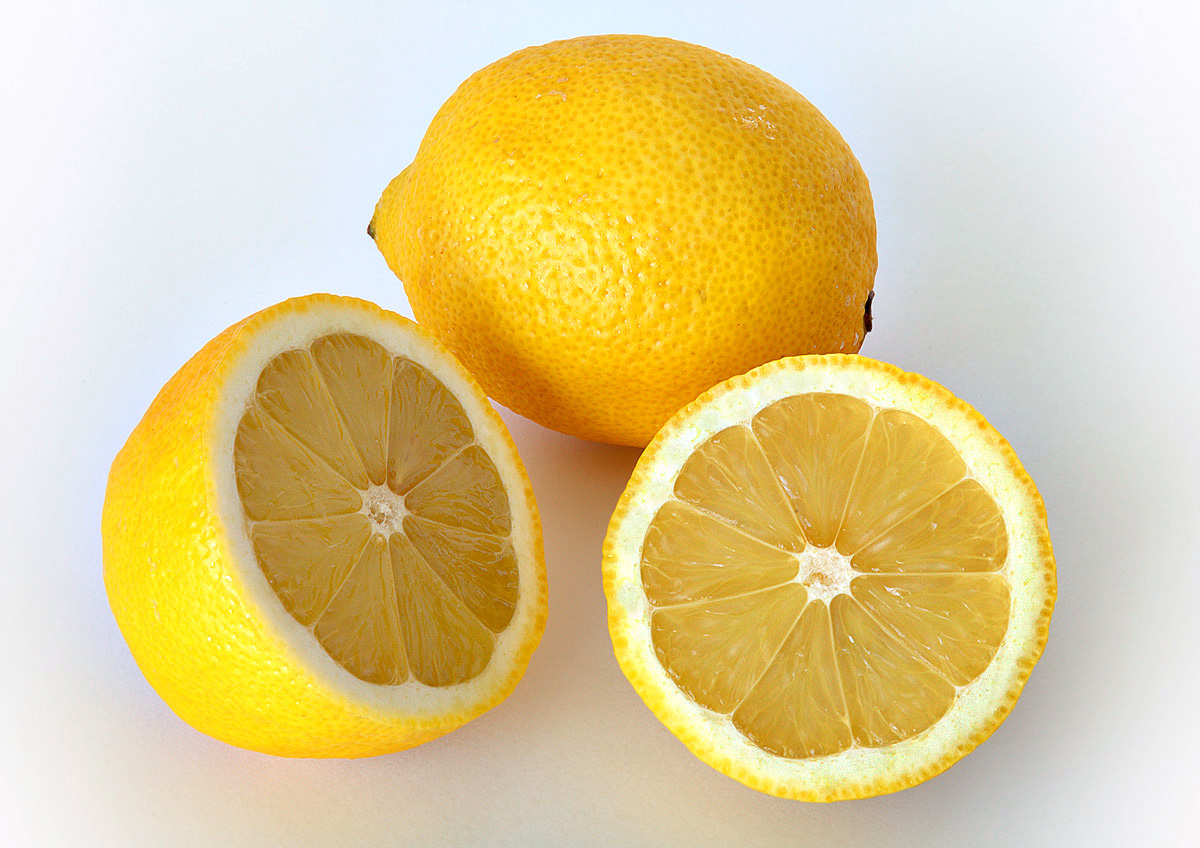
Llimona

- Clementina (Citrus reticulata var. clementine).
- Aranja (Citrus paradisi).
- Cumquat (Fortunella spp.).
- Llimona (Citrus limon).
- Llimones dolces:
  - Llimona àcida (Citrus aurantifolia) un híbrid.
  - Llimona de Pèrsia o Llimona de Tahití (Citrus latifolia).
  - Kaffir lime (Citrus hystrix).
- Mandarina (Citrus reticulata).
- Naartjie (Citrus reticulata, Citrus nobilis).
- Taronja, de les quals hi ha espècies dolces (Citrus sinensis) i amargants (Citrus aurantium).
- Aranja grossa (Citrus maxima).
- Citrus limetta una espècie llimona dolça.
- Kabosu (Citrus sphaerocarpa) Rutaceae.
- Oroblanco (Citrus paradisi x C. grandis) Rutaceae.
- Tangerina, un híbrid, Citrus × tangerina i similars.
- Híbrids de les espècies precedents, com Orangelo, Tangelo, Rangpur (fruit) i Ugli fruit.

Altres fruits subtropicals:
- Alvocat (Persea americana; Lauraceae).
- Garrofa (Ceratonia siliqua; Fabaceae).
- Feijoa (Feijoa sellowiana; Myrtaceae).
- Guaiaba (Psidium guajava; Myrtaceae).
- Longan (Dimocarpus longan; Sapindaceae).
- Lúcuma (Pouteria lucuma; Sapotaceae).
- Litxi (Litchi chinensis; Sapindaceae).
- Fruit de la Passió o Granadilla (Passiflora edulis i altres del gènere Passiflora spp.; Passifloraceae).
- Cacauet (Arachis hypogaea; Fabaceae).
- Annona glabra; Annonaceae.
- Psidium cattleyanum; Myrtaceae).
- Tomaquera d'arbre (Solanum betaceum; Solanaceae).
- Yangmei (Myrica rubra; Myricaceae).
- Néré (Parkia biglobosa).

### Fruits tropicals
La fruita tropical creix en tota mena d'hàbitats ecològics. L'única característica que comparteixen és la seva intolerància al fred o a les gelades.

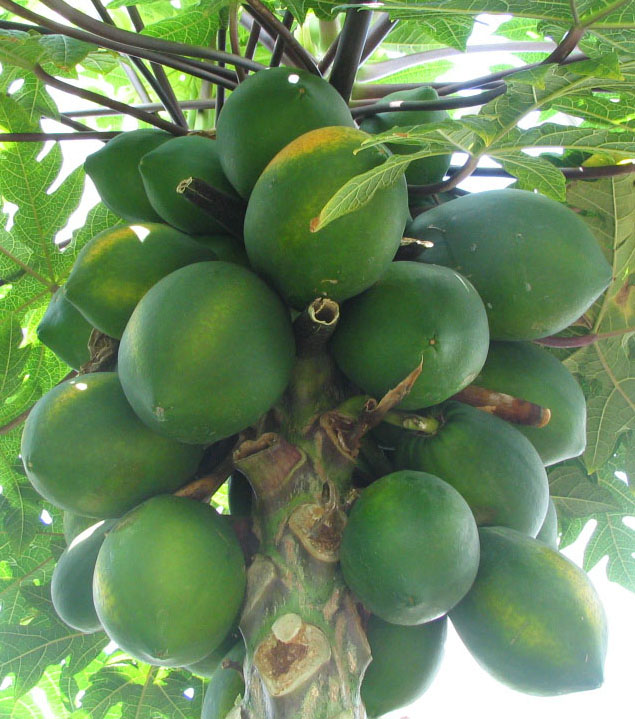
Papaies

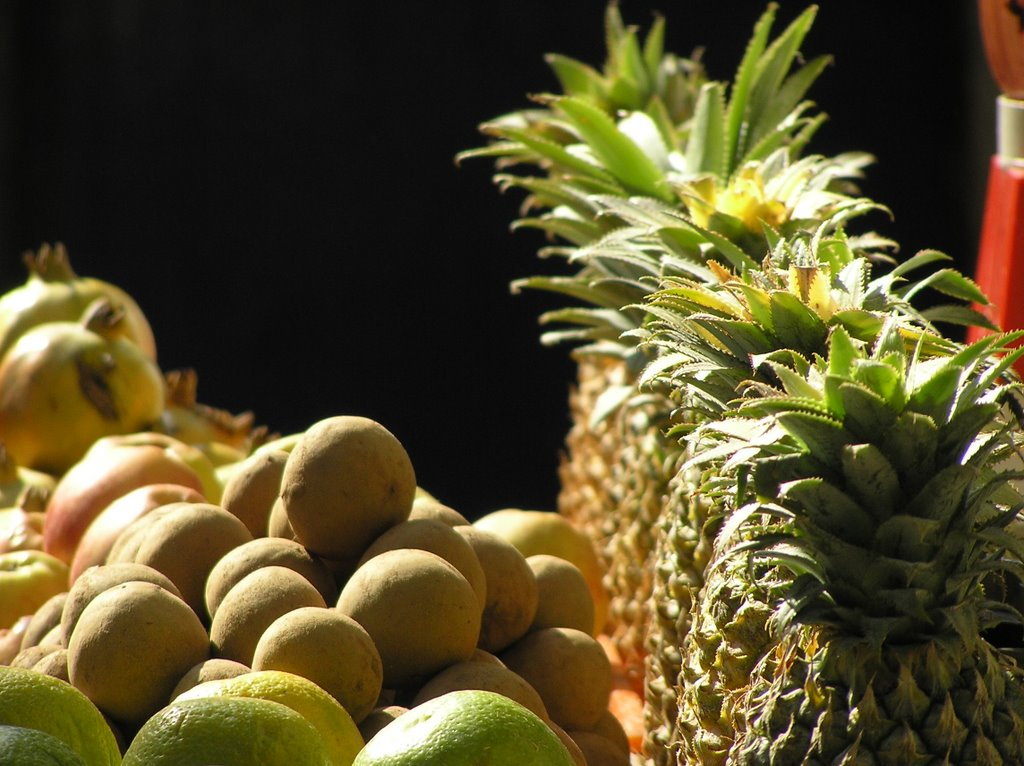
Un assortiment de fruits tropicals a la Universitat de Hiderabad a l'Índia

| Índex A B C D E F G H I J K L M N O P Q R S T U V W X Y Z |

#### A
- Abiu (Pouteria caimito; Sapotaceae).
- Açaí (Euterpe oleracea; Arecaceae), o Assai.
- Acerola (Malpighia glabra; Malpighiaceae).
- Ackee (Blighia sapida o Cupania sapida; Sapindaceae).
- Aleurites moluccana; (Euphorbiaceae).
- Alvocat (Persea americana; Lauraceae).
- Ametlla de l'Índia (Terminalia catappa Combretaceae).
- Anacardium occidentale; Anacardiaceae).
- Annona diversifolia; Annonaceae).
- Annona montana; Annonaceae).
- Annona reticulata; Annonaceae).
- Annona scleroderma; Annonaceae).
- Annona squamosa; Annonaceae).
- Araza.
- Areca catechu; Arecaceae).
- Artocarpus hypargyreus; Moraceae).
- Artocarpus integer; Moraceae).
- Artocarpus rigidus;Moraceae).
- Asimina triloba; Annonaceae).
- Artocarpus camansi; (Moraceae).
- Annona squamosa; (Annonaceae).
- Atanga (Dacryodes edulis).
- Atemoya Annona cherimola X Annona squamosa; Annonaceae).

#### B
- Babaco (Carica pentagona; Caricaceae).
- Baccaurea ramiflora, (raïm de Birmània).
- Bactris gasipaes; Arecaceae).
- Bacupari (Garcinia gardneriana).
- Bacuri (Platonia esculenta; Guttiferae).
- Bael (Aegle marmelos; Rutaceae).
- Banana (Musa spp.; Musaceae).
- Bignay (Antidesma bunius; Euphorbiaceae).
- Bilimbi (Averrhoa bilimbi; Oxalidaceae).
- Biribi (Rollinia deliciosa; Annonaceae).
- Bouea macrophylla (Anacardiaceae).
- Brosimum alicastrum; (Moraceae).
- Byrsonima crassifolia; (Malpighiaceae).
- Bunchosia argentea; (Malpighiaceae).
- Butia capitata; (Arecaceae).
- Carabassa armaganta.
- Black Sapote.

#### C
- Cacau (Theobroma cacao; Sterculiaceae).
- Cafè (Coffea arabica; Rubiaceae).
- Caimito (Pouteria caimito; Sapotaceae).
- Cajamanga, (Spondias cytherea).
- Calamansi.
- Camucamu (Myrciaria dubia; Myrtaceae).
- Canarium album; (Burseraceae).
- Pili, (Canarium ovatum; Burseraceae).
- Canistel (Pouteria campechiana; Sapotaceae).
- Capoc (Ceiba pentandra; Bombacaceae).
- Caqui asiàtic (Diospyros lotus; Ebenaceae).
- Caqui oriental (Diospyros kaki; Ebenaceae).
- Carambola Averrhoa carambola; (Oxalidaceae).
- Caranda (Carissa carandas; Apocynaceae).
- Cardamom (Elettaria cardamomum; (Zingiberaceae).
- Chrysophyllum cainito; (Chrysobalanaceae).
- Chrysobalanus icaco; (Chrysobalanaceae).
- Cinamon (Cinnamomum zeylanicum; Lauraceae).
- Citropsis schweinfurthii; (Rutaceae).
- Citrus grandis; (Rutaceae).
- Coccoloba uvifera; (Polygonaceae).
- Cocona (Solanum sessilifolium; Solanaceae).
- Coco de mar (Lodoicea maldivica; Arecaceae).
- Coco (Cocos nucifera; (Arecaceae).
- Cola (Cola acuminata; Sterculiaceae).
- Crescentia cujete.
- Chrysobalanus icaco; (Chrysobalanaceae).
- Chrysophyllum oliviforme; (Sapotaceae).
- Cupuassu (Theobroma grandiflorum; Malvaceae).

#### D
- Dàtil (Phoenix dactylifera; Arecaceae).
- Dialium indum; (Leguminosae).
- Dillenia indica; (Dilleniaceae).
- Diospyros lotus; (Ebenaceae).
- Pomera de cafres (Dovyalis caffra; (Flacourtiaceae).
- Dovyalis hebecarpa; (Flacourtiaceae.
- Duku (Lansium domesticum; Meliaceae).
- Dúrio (Durio zibethicus; Bombacaceae).

#### E
- Emblica (Phyllanthus emblica, Emblica officinalis; Euphorbiaceae).
- Eugenia aggregata; (Myrtaceae).
- Grumixama (Eugenia brasiliensis; Myrtaceae).

#### F
- Feijoa, Feijoa sellowiana; (Myrtaceae).
- Flacourtia indica; (Flacourtiaceae).
- Flacourtia rukan; (Flacourtiaceae).

#### G
- Garcinia xanthochymus; (Guttiferae).
- Golden Apple.
- Grewia subinaequalis; (Tiliaceae).
- Guaiaba (Psidium guajava; Myrtaceae).
- Guanàbana (Annona muricata; Annonaceae).
- Guaranà (Paullinia cupana; Sapindaceae).

#### H
- Huito (Genipa americana; Rubiaceae).

#### I
- Illama (Annona diversifolia; Annonaceae).
- Imbe (Garcinia livingstonei).
- Indian almond.
- Indian fig.

#### J
- Jaboticaba (Myrciaria cauliflora; Myrtaceae).
- Jackfruit (Artocarpus heterophyllus Moraceae).
- Jambo (Eugenia malaccensis).
- Jambul (Syzygium cumini; Myrtaceae).
- Jatobà (Hymenae coubaril; Leguminosae) (Caesalpinioideae).
- Jocote.

#### K
- Kaffir (Citrus hystrix; Rutaceae).
- Kandis (Garcinia forbesii; Clusiaceae).
- Kitembilla (Dovyalis hebecarpa; Flacourtiaceae).
- Kiwi (Actinidia; Actinidiaceae).
- Korlan.
- Kundong (Garcinia sp.; Clusiaceae).

#### L
- Lablab.
- Lagenària siceraria; (Cucurbitaceae).
- Lakoocha (Artocarpus lakoocha; Moraceae).
- Langsat (Lansium domesticum).
- Lanzones (Lansium domesticum; Meliaceae).
- Latka (Baccaurea sapida; Phyllanthaceae).
- Leucaena.
- Llimona (Citrus limon; Rutaceae).
- Llimona dolça (Citrus aurantifolia; Rutaceae).
- Longan (Euphoria longana; Sapindaceae).
- Louvi (Flacourtia inermis; Flacourtaceae).
- Lucuma (Pouteria campechiana; Sapotaceae).
- Litxi (Litchi chinensis; Sapindaceae).

#### M
- Mabolo (Diospyros discolor; Ebenaceae).
- Macadàmia (Macadamia integrifolia; Proteaceae).
- Macadamia tetraphylla; (Proteaceae).
- Malpighia glabra; (Malpighiaceae).
- Melicoccus bijugatus; (Sapindaceae).
- Mammea americana; (Guttiferae).
- Mamey (Pouteria sapota; Sapotaceae).
- Melicoccus bijugatus; (Sapindaceae).
- Mangaba (Hancornia speciosa; Apocynaceae).
- mango comú (Mangifera indica; Anacardiaceae).
- Mangostà (Garcinia mangostana; Guttiferae).
- Manihot esculenta; (Euphorbiaceae).
- Maprang (Bouea macrophylla; Anacardiaceae).
- Maracujà-açu.
- Melicoccus bijugatus; (Sapindaceae).
- Monstera deliciosa; (Araceae).
- Moringa oleifera; (Moringaceae).
- Moringa stenopetala; (Moringaceae).
- Moringa drouhardii; (Moringaceae).
- Myrciaria floribunda; (Myrtaceae).
- Melinjo.
- Melon Pear.
- Monstera (Monstera deliciosa; Araceae).
- Morinda.
- Morus nigra; (Moraceae).
- Morus rubra; (Moraceae).
- Morus alba; (Moraceae).
- Mundu.
- Murraya koenigii; (Rutaceae).
- Mung Bean.
- Meló.

#### N
- Naranjilla (Solanum quitoense; Solanaceae).
- Neem (Azadirachta indica; Meliaceae).
- Noni (Morinda citrifolia; Rubiaceae).
- Nou del Brasil.
- Nou moscada, Myristica fragrans; (Myristicaceae).

#### P
- Palmera d'oli (Elaeis guineensis; Arecaceae).
- Palmera de Palmira (Borassus flabellifer; Arecaceae).
- Palmera Pindo (Butia capitata; Arecaceae).
- Papaia (Carica papaya; Caricaceae).
- Passiflora spp.; (Passifloraceae).
- Passiflora coccinea; (Passifloraceae).
- Passiflora edulis f edulis; (Passifloraceae).
- Passiflora edulis f flavicarpa; (Passifloraceae).
- Passiflora incarnata; (Passifloraceae).
- Passiflora ligularis; (Passifloraceae).
- Passiflora platyloba; (Passifloraceae).
- Passiflora quadrangularis; (Passifloraceae).
- Pequi (Caryocar brasiliensis; Caryocaraceae).
- Phyllanthus acidus; (Phyllanthaceae).
- Phyllanthus emblica; (Euphorbiaceae).
- Physalis peruviana; (Solanaceae).
- Pithecellobium dulce; (Leguminosae).
- Psidium cattleyanum; (Myrtaceae).
- Psidium friedrichsthalianum; (Myrtaceae).
- Psidium guineense; (Myrtaceae).
- Psidium rufum; (Myrtaceae).
- Pitaia (Hylocereus spp.; Cactaceae).
- Pitomba-das-Guinas o mamoncillo.
- Pewa (pupunha en portuguès).
- Pigeon Pea.
- Pinya americana (Ananas comosus; Bromeliaceae).
- Pitanga Eugenia uniflora; Myrtaceae).
- Pitomba (Eugenia luschnathiana o Talisia esculenta).
- Pimenta dioica; (Myrtaceae).
- Plàtan de cuinar.
- Pulasan (Nephelium mutabile; Sapindaceae).
- Pupunha (Bactris gasipaes; Arecaceae).
- Prunus salicifolia; (Rosaceae).

#### Q
- Quararibea cordata; (Malvaceae).

#### R
- Rambutan (Nephelium lappaceum; Sapindaceae).
- Rheedia acuminata; (Guttiferae).
- Ridged Gourd.
- Rollinia mucosa; (Annonaceae).

#### S
- Salak (Salacca edulis; Arecaceae).
- Santol (Sandoricum koetjape; Meliaceae).
- Sapodilla (Manilkara zapota; Sapotaceae).
- Sicana odorifera; (Cucurbitaceae).
- Spondias cytherea; (Anacardiaceae).
- Spondias mombin; (Anacardiaceae).
- Spondias pinnata; (Anacardiaceae).
- Spondias purpurea; (Anacardiaceae).
- Stelechocarpus burakol; (Annonaceae).
- Syzygium aqueum; (Myrtaceae).
- Syzygium aromaticum; (Myrtaceae).
- Syzygium luehmannii; (Myrtaceae).
- Syzygium jambos; (Myrtaceae).
- Syzygium malaccense; (Myrtaceae).
- Synsepalum dulcificum; (Sapotaceae).
- Pera de maduixa.
- Granadilla dolça .
- Taronja dolça.
- Pebre dolça.

#### T
- Tamarind (Tamarindus indica; Leguminosae).
- Taperebà.
- Terminalia catappa; (Combretaceae).
- Trifasia trifolia; Rutaceae.

#### V
- Vainilla (Vanilla planifolia; Orchidaceae).

#### W
- Clausena lansium; (Rutaceae).
- Syzygium aqueum; (Myrtaceae).
- Síndria.
- Syzygium samarangense; (Myrtaceae).
- Carabassa de cera.
- Casimiroa edulis; (Rutaceae).
- Winged Bean.
- Feronia limonia; (Rutaceae).

#### X
- Xirimoia (Annona cherimola; Annonaceae).

#### Y
- Yantok (Calamus manillensis).

#### Z
- Ziziphus ziziphus; (Rhamnaceae).
- Ziziphus mauritiana; (Rhamnaceae).

## Llista de fruits comestibles per origen geogràfic

### Fruits d'origen africà
Fruits natius o originaris d'Africa:
- Amatungulu (Carissa macrocarpa).
- Kiwano (Cucumis metuliferus).
- Marula (Sclerocarya birrea).
- Strychnos spinosa (Strychnos spinosa).
- Tamarind (Tamarindus indica).

### Fruits d'origen asiàtic
Fruits originaris o natius d'Àsia:
- Arhat (Siraitia grosvenorii; Cucurbitaceae) també anomenat fruit de la longevitat.
- Batuan (Garcinia morella).
- Bignay.
- Bilimbi.
- Fruit del pa (Artocarpus altilis; Moraceae).
- Buddha's Hand.
- Woodapple (Aegle marmelos), de l'est de l'Índia.
- mango comú (Mangifera), del sud d'Àsia.
- Indian gooseberry (Phyllanthus emblica).
- Charichuelo (Garcinia intermedia).
- Button Mangosteen (Garcinia prainiana).
- Chinese Quince (Pseudocydonia sinensis).
- Coco (Cocos nucifera; Arecaceae).
- Che (Cudrania tricuspidata; Moraceae) També anomenat Cudrania, Chinese Mulberry, Cudrang, Mandarin Melon Berry, Silkworm Thorn, zhe.
- Gamboge (Garcinia gummi-gutta).
- Goumi (Elaeagnus multiflora ovata; Elaeagnaceae).
- Jambul (Syzygium cumini; Myrtaceae).
- Hardy Kiwi (Actinidia arguta; Actinidiaceae family).
- Kiwi (Actinidia spp.; Actinidiaceae).
- Mock Strawberry or Indian Strawberry (Potentilla indica; Rosaceae).
- Garcinia dulcis (Mundu).
- Lanzones (Lansium domesticum; Meliaceae).
- Lapsi (Choerospondias axillaris Roxb. Anacardiaceae).
- Longan (Dimocarpus longan; Sapindaceae).
- Lychee (Litchi chinensis; Sapindaceae).
- Mangosteen (Garcinia mangostana; Clusiaceae).
- Marang.
- Nungu (Borassus flabellifer; Arecaceae).
- Préssec.
- Persimmon (aka Sharon Fruit) (Diospyros kaki; Ebenaceae).
- Pomelo.
- Rambutan (Nephelium lappaceum; Sapindaceae family).
- Ribarbre (Rheum rhaponticum; Polygonaceae).
- Sageretia (Sageretia theezans; Rhamnaceae).
- Salak (Salacca edulis; Arecaceae), o cobrafruit.
- Santol.
- Carambola (Starfruit).
- Wild Mangosteen (Garcinia indica).

### Fruits d'origen llatinoamericà
Fruits natius o originaris d'Amèrica llatina:
- Açaí (Euterpe), un fruit de palmera de la regió Amazònica.
- Alvocat (Persea americana; Lauraceae).
- Boquila (Boquila trifoliata ; Lardizabalaceae).
- Calafate (Berberis; Berberidaceae).
- Breadnut (Artocarpus camansi; Moraceae).
- Cainito (Star apple).
- Feijoa (Pineapple Guava o Guavasteen).
- Keule (Gomortega keule; Gomortegaceae).
- Guaranà (Paullinia cupana; Sapindaceae).
- Guaiaba ("Psidium guajava"; Myrtaceae).
- Lardizabala (Lardizabala biternata; Lardizabalaceae).
- Mamey ("Pouteria sapota"; Sapotaceae).
- Aristotelia chilensis Elaeocarpaceae).
- Naranjilla (Solanum quitoense; Solanaceae).
- Papaia (Carica papaya; Caricaceae).
- Peumo (Cryptocarya alba; Lauraceae).
- Pinya americana ("Ananas comosus"; Bromeliaceae).
- Sapote ("Casimiroa edulis"; Sapotaceae).
- Coccoloba uvifera (Polygonaceae).
- Annona muricata (Annonaceae).
- Atis.
- Ugni molinae; Myrtaceae).

### Fruits d'origen nord-americà
Del Canadà i dels Estats Units són originàries moltes plantes comestibles, especialment petits fruits, tanmateix només tres es conreen comercialment a escala global (grapes, cranberries i blueberries): 
- Castanea dentata (Fagaceae).
- Sambucus canadensis (Adoxaceae).
- Raïms americans: espècies nord-americanes (exemple, Vitis labrusca; Vitaceae) i híbrids europeo-americans es conren en zones en què la vinya europea (Vitis vinifera) no resisteix el fred i es fan servir de portaempelts.
- Avellana americana (Corylus americana; Betulaceae).
- American Mayapple (Podophyllum peltatum; Berberidaceae).
- Diospyros virginiana (Ebenaceae): tradicionals per a postres i fruita assecada for desserts and as dried fruit.
- Prunus americana (Rosaceae).
- Sambucus pubens (Adoxaceae).
- Rubus strigosus (Rosaceae).
- Prunus maritima (Rosaceae).
- Cirera negra (Prunus serotina; Rosaceae aroma molt popular per a pastissos, melmelades i dolços.
- Gerds negres (Rubus occidentalis o Rubus leucodermis; Rosaceae).
- Juglans nigra (Juglandaceae).
- Aranja (Vaccinium, sect. Cyanococcus; Ericaceae).
- Shepherdia argenta (Elaeagnaceae), el qual creix salvatge a les praderies del Canadà
- Prunus virginiana (Rosaceae).
- Pruna de coco (Chrysobalanus icaco; Chrysobalanaceae).
- Vaccinium oxycoccus (Ericaceae).
- Crataegus aestivalis (Rosaceae)
- Sideroxylon foetidissimum (Sapotaceae).
- Ficus aurea (Moraceae).
- Astragalus crassicarpus (Fabaceae)
- Nabiu (Gaylussacia, Vaccinium; Ericaceae).
- Maypop (Passiflora incarnata; Passifloracae, tradicionalment es tracta en l'estiu.).
- Vitis rotundifolia (Vitaceae).
- Papaia (un tipus) (Asimina triloba; Annonaceae, no confondre amb papaia (Carica papaya; Caricaceae), aquest fruit s'anomena pawpaw en certs dialectes de l'anglès).
- Pacana (Carya illinoinensis o illinoensis; Juglandaceae).
- Figa de moro (Opuntia spp.; Cactaceae) s'utilitza igualment tant com fruita o com verdura, depenent de la part de la planta.
- Coccoloba diversifolia (Polygonaceae).
- Morus rubra (Moraceae).
- Gaultheria shallon (Ericaceae).
- Rubus spectabilis (Rosaceae).
- Amelanchier alnifolia (Rosaceae.
- Serenoa repens (Arecaceae).
- Malus angustifolia (Rosaceae).
- Diospyros texana (Ebenaceae).
- Thimbleberry (Rubus parviflorus; Rosaceae).
- Heteromeles arbutifolia (Rosaceae).

### Fruits d'origen a Oceania
Fruits natius o originaris d'Oceania :
- Rubus probus (Rubus probus; Rosaceae).
- Planchonella australis (Planchonella australis; Sapotaceae).
- Melastoma affine (Melastoma affine; Melastomataceae).
- Eupomatia laurina (Eupomatia laurina; Eupomatiaceae).
- Rubus moluccanus (Rubus moluccanus; Rosaceae).
- Pleiogynium timorense (Pleiogynium timorense; Anacardiaceae).
- Bush tomato (Certain Solanum species; Solanaceae).
- Eugenia carissoides (Eugenia carissoides; Myrtaceae).
- Exocarpus cupressiformis (Exocarpus cupressiformis; Santalaceae).
- Ficus racemosa (Ficus racemosa; Moraceae).
- Planchonia careya (Planchonia careya).
- Billardiera scandens (Billardiera scandens; Pittosporaceae).
- Carissa lanceolata (Carissa lanceolata; Apocynaceae).
- Davidsonia (Davidsonia spp.; Cunoniaceae) Davidsonia jerseyana Davidsonia johnsonii Davidsonia pruriens.
- Banan del desert (Marsdenia australis).
- Figa del desert (Ficus platypoda; Moraceae).
- Llimona dolça del desert (Citrus glauca; Rutaceae).
- Cassytha melantha (Cassytha melantha).
- Doubah (Marsdenia australis; Apocynaceae).
- Poma d'emú (Owenia acidula; Meliaceae).
- Baia d'emú (Grewia retusifolia).
- Syzygium fibrosum (Syzygium fibrosum; Myrtaceae).
- Llimona dolça de Finger (Citrus australasica; Rutaceae).
- Podocarpus elatus (Podocarpus elatus; Podocarpaceae).
- Llimona dolça Kakadu (Citrus gracilis; Rutaceae).
- Pruna Kakadu (Terminalia ferdinandiana; Combretaceae).
- Karkalla (Carpobrotus rossii; Aizoaceae).
- Kutjera (Solanum centrale; Solanaceae).
- Syzygium suborbiculare (Syzygium suborbiculare; Myrtaceae).
- Acronychia acidula (Acronychia acidula; Rutaceae).
- Lillypilly (Acmena spp., Syzygium spp.).
- Buchanania arborescens (Buchanania arborescens; Anacardiaceae).
- Midyim (Austromyrtus dulcis; Myrtaceae).
- Morinda citrifolia.
- Tasmannia (Tasmannia spp.; Winteraceae).
- Kunzea pomifera (Kunzea pomifera; Myrtaceae).
- Acrotriche depressa (Acrotriche depressa; Ericaceae).
- Physalis minima (Physalis minima; Solanaceae).
- Rubus parviflorus (Rubus parviflorus).
- Parinari nonda (Parinari nonda).
- Carpobrotus glaucescens (Carpobrotus glaucescens; Aizoaceae).
- Rubus parvifolius (Rubus parvifolius; Rosaceae).
- Billarderia longiflora (Billarderia longiflora; Pittosporaceae).
- Quandong (Santalum acuminatum; Santalaceae).
- Queensland Ebony (Diospyros humilis).
- Riberry (Syzygium luehmannii; Myrtaceae).
- Rose-leaf Bramble (Rubus rosifolius; Rosaceae).
- Archirhodomyrtus beckleri (Archirhodomyrtus beckleri; Myrtaceae).
- Ficus coronata (Ficus coronata; Moraceae).
- Diploglottis campbellii (Diploglottis campbellii; Sapindaceae).
- Gaultheria hispida (Gaultheria hispida; Ericaceae).
- Billarderia cymosa (Billarderia cymosa; Pittosporaceae).
- Mimusops elengi (Mimusops elengi; Sapindaceae).
- Acronychia oblongifolia (Acronychia oblongifolia; Rutaceae).
- Ampelocissus acetosa (Ampelocissus acetosa).
- Capparis mitchelii (Capparis mitchellii; Capparaceae).
- Terminalia carpentariae (Terminalia carpentariae).
- Buchanania obovata (Buchanania obovata).
- Santalum lanceolatum (Santalum lanceolatum).
- Wongi (Manilkara kaukii; Sapotaceae).
- Ximenia americana (Ximenia americana; Olacaceae).
- Melodorum leichhardtii (Melodurum leichhardtii; Annonaceae).

## Llista de fruits comestibles per tipus de flora

### Família rosàcia
La família rosàcia domina els fruits temperats, tant en nombre com en importància. Els fruits en pom, els fruits de pinyol i els petis fruits del gènere Rubus, pertanyen a les rosàcies.
Fruits en pom:
- Poma i poma vermella de cranc (Malus).
- Aronia.
- Crataegus i Rhaphiolepis).
- Nespra japonesa (Eryobotrya japonica).
- Nespla (Mespilus germanica).
- Pera, espècies d'Euràsia (Pyrus).
- Codony (Cydonia oblonga and Chaenomeles)..
- Cinorròdon, del roser (Rosa); usats principalment per a melmelades i infusions herbals.
- Serva (Sorbus).
- Sorbus (Sorbus domestica), les serves de la servera comuna.
- Amelanchier (Amelanchier).
- Shipova (× Sorbopyrus auricularis).

Els fruits de pinyol són drupes del gènere Prunus:
- Albercoc (Prunus armeniaca o Armeniaca vulgaris).
- Cirera, dolça amargant i espècies silvestres de (Prunus avium, Prunus serotina, P. cerasus, i altres).
- Cirera de Virgínia (Prunus virginiana).
- Reina Clàudia, una cultivar de prunera.
- Préssec (i la seva variant la nectarina, Prunus persica).
- Pruna.
- Híbrids com pluot, aprium i peacotum.

### Petits fruits
Els petits fruits (en anglès berries) no són tècnicament baies, sinó que significa els petits fruits que es poden menjar sencers sense preocupar-se per les seve llavors. Els més populars pertanyen al gènere de l'esbarzer (Rubus):
- Blackberry, amb moltes espècies i híbrids com dewberry, boysenberry, olallieberry, i tayberry (gènere Rubus).
- Cloudberry (Rubus chamaemorus).
- Loganberry (Rubus loganobaccus).
- Raspberry, algunes espècies (gènere Rubus).
- Salmonberry (Rubus spectabilis).
- Thimbleberry (Rubus parviflorus).
- Wineberry (Rubus phoenicolasius).

Les baies veritables estan dominades per la família Ericàcia:
- Bearberry (Arctostaphylos spp.).
- Bilberry o whortleberry (Vaccinium spp.).
- Blueberry (Vaccinium spp.).
- Crowberry (Empetrum spp.).
- Cranberry (Vaccinium spp.).
- Falberry (Vaccinium spp.).
- Huckleberry (Vaccinium spp.).
- Lingonberry (Vaccinium vitis-idaea).
- Cirera d'arboç (Arbutus unedo).

Altres baies que no estan en rosàcies ni ericàcies:
- Açaí (Euterpe), un fruit de palmera natiu de la regió amazònica.
- Barberry (Berberis; Berberidaceae).
- Currant (Ribes spp.; Grossulariaceae), amb variants vermelles, negres i blanques.
- Elderberry (Sambucus; Caprifoliaceae).
- Gooseberry (Ribes spp.; Grossulariaceae).
- Hackberry (Celtis spp.; Cannabaceae).
- Honeysuckle: les baies de certes espècies (anomenades honeyberries) són comestibles, d'altres són verinoses (Lonicera spp.; Caprifoliaceae).
- Mulberry (Morus spp.; Moraceae) incloent-hi:
  - Móra vermella (Morus rubra).
  - Móra blanca (Morus alba).
- Mayapple (Podophyllum spp.; Berberidaceae).
- Nannyberry or sheepberry (Viburnum spp.; Caprifoliaceae).
- Oregon grape (Mahonia aquifolium; Berberidaceae).
- Sea-buckthorn (Hippophae rhamnoides; Elaeagnaceae).
- Sea Grape (Coccoloba uvifera; Polygonaceae).
- Ugni molinae (Ugni molinae; Myrtaceae).
- Wolfberry (Lycium barbarum, Lycium spp.; Solanaceae).

### Cactus i altres suculentes
Diversos cactus proporcionen fruits comestibles, els quals són un aliment tradicional per a alguns pobles natius americans:
- Pachycereus pringlei (Pachycereus pringlei; Cactaceae).
- Pitahaya (Hylocereus undatus; Cactaceae), també anomenada pitaya.
- Opuntia (Opuntia spp.; Cactaceae).
- Saguaro (Carnegiea gigantea; Cactaceae).
- Cereus peruvianus.
- moltes altres espècies de cactus.

### Podocarps
Els podocarps són coníferes dins de la família Podocarpaceae. Les seves pinyes estan molt modificades, i en algunes espècies tenen un teixit carnós semblant a una drupa. Els podocarps són mitjanment resistent o gens resistens a les glaçades segons les espècies: 
- Kahikatea (Dacrycarpus dacrydioides).
- Manoao (Manoao colensoi).
- Nageia (Nageia spp.).
- Podocarpus (Podocarpus spp.).
- Prumnopitys (Prumnopitys spp.).
- Rimu (Dacrydium cupressinum).
- Tōtara (Podocarpus totara).

#### Melons i altres membres de la família cucurbitàcia
Algunes excepcions sobre que els fruits temperats creixen en plantes llenyoses perennes són:
- Gourd, (usualment considerats com verdures) incloent però no limitat a:
  - Carabassa (Cucurbita moschata).
  - Cushaw squash (Cucurbita mixta).
  - Hubbard squash, (Cucurbita maxima).
  - Pumpkin, (Cucurbita pepo).
- Horned melon (Cucumis metuliferus).
- Meló (Cucumis melo): cantalup, galia, i altres.

### Falsos fruits
Els falsos fruits no són baies en el sentit botànic:
- Raisin tree (Hovenia dulcis, Rhamnaceae) també anomenada arbre japonès del raïm.
- Maduixa (Fragaria spp.; Rosaceae).
- Cashew apple.
- Arils de teix (Taxus spp.).